# Oblast Kiew
Die Oblast Kiew (ukrainisch Київська область Kyjiwska oblast; russisch Киевская область Kijewskaja oblast) ist eine Region (Oblast) im Norden der Ukraine. Sie hat eine Grundfläche von 28.131 km² und 1.788.530 Einwohner (Anfang 2021; de facto). Die Verwaltung der Oblast hat ihren Sitz in Kiew, obwohl Kiew eine selbstständige Landeseinheit ist. Die Oblast besteht aus 25 Kreisen (Rajon). Die größten Flüsse sind der Dnepr, der Ros und der Prypjat.
Zu den wichtigsten Städten gehören Bila Zerkwa, Boryspil, Browary und Fastiw. In der Oblast befinden sich auch historisch bedeutende Orte Perejaslaw, Trypillja und Bilohorodka. Im Norden der Oblast liegen die Städte Tschornobyl und Prypjat, die infolge der Katastrophe im Kernkraftwerk geräumt wurden. Die nördlichen Gebiete der Oblast sind zum Teil radioaktiv kontaminiert.

## Geschichte
Die Oblast wurde bei der großen Gebietsreform am 27. Februar 1932 innerhalb der Ukrainischen SSR gegründet, vorher bestanden auf dem Gebiet seit 1923 mehrere Okrugs; diese wiederum lagen bis 1925 im Gouvernement Kiew. Teile der Oblast wurden ausgegliedert zur Bildung der Oblast Tschernihiw 1932, der Oblast Schytomyr und der Oblast Poltawa 1937, der Oblast Kirowohrad 1939 und der Oblast Tscherkassy 1954. Außerdem wurde 1939 ein Teil des Gebiets an die Oblast Winnyzja abgegeben.
Von 1935 bis 1937 bestanden innerhalb der Oblast die Kreise Korosten und Nowohrad-Wolynskyj. Von 1936 bis 1937 gab es zudem den Kreis Schytomyr.
Im Jahr 1991 wurde die damals zur USSR bzw. UdSSR gehörende Oblast nach dem Referendum über die Unabhängigkeit der Ukraine Staatsgebiet der Ukraine. Das Referendum ergab, dass von den Wählern in der Oblast Kiew 2 % gegen und 95 % für die Unabhängigkeit der Ukraine von der Sowjetunion stimmten.
Im Rahmen des Russischen Überfalls auf die Ukraine wurden Teile der Oblast 2022 zeitweise von russischen Truppen besetzt.

## Geographie

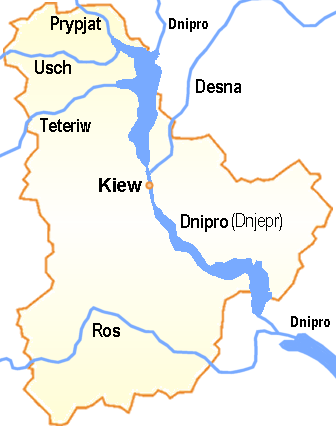
Wichtige Flüsse in der Oblast

Die größten Flüsse sind der Dnepr (ukr. Dnipro Дніпро), der innerhalb der Oblast zum Kiewer Meer und zum Kaniwer Stausee angestaut ist, die Desna (ukr. Десна), der Prypjat und der Ros.
Usch und Teteriw münden rechtsseitig in den Dnepr, die Desna linksseitig. Der Ros fließt durch die Oblast Tscherkassy, wo er dann ebenfalls in den Dnepr mündet.
Die Oblast grenzt im Westen an die Oblast Schytomyr, im Norden an Belarus mit der Homelskaja Woblasz und deren Rajonen Naroulja, Chojniki sowie Brahin, im Nordosten an die Oblast Tschernihiw, im Osten auf einem kurzen Stück an die Oblast Poltawa, im Süden an die Oblast Tscherkassy und im Südwesten an die Oblast Winnyzja. Die Stadt Slawutytsch bildet eine Exklave der Oblast Kiew, vollständig umschlossen vom Gebiet der Oblast Tschernihiw.

### Klima
Das Klima in der Region ist charakteristisch für die Polissja und die Waldsteppe. Es ist moderat kontinental mit relativ milden Wintern und warmen Sommern. Die Temperaturen bewegen sich von −6,1 im Januar bis 19,2 Grad im Juli.

#### Vegetation
Sicherlich außergewöhnlich, im Vergleich zu den anderen Oblasten, ist die große Seenlandschaft mit ihren Dämmen und Ufergebieten des Dnepr.
Auf der rechten Uferseite des Dnepr befinden sich kleinere Berge und Hänge. Das gesamte Gebiet ist umgeben von einem ununterbrochenen Gürtel von Grün und Wald. Die Grünfläche ist 43.600 Hektar groß. Das Grün der Region ist gekennzeichnet durch 250 verschiedene Sorten von Bäumen und Sträuchern, darunter auch die bekannte Kiewer Kastanie und Pappel.

## Größte Städte
| Stadt                                                                                     | Ukrainischer Name | Russischer Name | Einwohner 1. Januar 2021 |
| ----------------------------------------------------------------------------------------- | ----------------- | --------------- | ------------------------ |
| Bila Zerkwa                                                                               | Біла Церква       | Белая Церковь   | 208.737                  |
| Browary                                                                                   | Бровари           | Бровары         | 109.473                  |
| Boryspil                                                                                  | Бориспіль         | Борисполь       | 063.674                  |
| Irpin                                                                                     | Ірпінь            | Ирпень          | 062.456                  |
| Fastiw                                                                                    | Фастів            | Фастов          | 044.841                  |
| Wyschnewe                                                                                 | Вишневе           | Вишнёвое        | 042.480                  |
| Wassylkiw                                                                                 | Васильків         | Васильков       | 037.310                  |
| Butscha                                                                                   | Буча              | Буча            | 036.971                  |
| Bojarka                                                                                   | Боярка            | Боярка          | 035.312                  |
| Obuchiw                                                                                   | Обухів            | Обухов          | 033.443                  |
| Wyschhorod                                                                                | Вишгород          | Вышгород        | 032.396                  |
| Perejaslaw                                                                                | Переяслав         | Переяслав       | 026.576                  |
| Slawutytsch                                                                               | Славутич          | Славутич        | 024.685                  |
| Quellen: Ukrainisches Amt für Statistik, Seiten 25, 26 und Sekundärquelle City Population |                   |                 |                          |

Siehe auch: Liste der Städte in der Oblast Kiew

## Administrative Unterteilung
Die Oblast Kiew ist verwaltungstechnisch in 7 Rajone und die 2 Orte Prypjat und Tschornobyl unterteilt; bis zur großen Rajonsreform am 18. Juli 2020 war sie in 25 Rajone sowie 13 direkt der Oblastverwaltung unterstehende (rajonfreie) Städte unterteilt. Dies waren die Städte Beresan, Bila Zerkwa, Boryspil, Browary, Butscha, Fastiw, Irpin, Obuchiw, Perejaslaw, Prypjat, Rschyschtschiw, Slawutytsch und Wassylkiw.

### Rajone der Oblast Kiew mit deren Verwaltungszentren
| Rajone der Oblast Kiew | Rajone der Oblast Kiew                     | Rajone der Oblast Kiew | Rajone der Oblast Kiew                                           |
| Deutsche Bezeichnung   | Ukrainische Bezeichnung                    | Verwaltungszentrum     | Weitere frühere (bis 2020) Rajonzentren und rajonfreie Städte    |
| ---------------------- | ------------------------------------------ | ---------------------- | ---------------------------------------------------------------- |
| Rajon Bila Zerkwa      | Білоцерківський район Bilozerkiwskyj rajon | Bila Zerkwa (Stadt)    | Rokytne, Skwyra, Stawyschtsche, Taraschtscha, Tetijiw, Wolodarka |
| Rajon Boryspil         | Бориспільський район Boryspilskyj rajon    | Boryspil (Stadt)       | Jahotyn, Perejaslaw                                              |
| Rajon Browary          | Броварський район Browarskyj rajon         | Browary (Stadt)        | Beresan, Baryschiwka, Shuriwka                                   |
| Rajon Butscha          | Бучанський район Butschanskyj rajon        | Butscha (Stadt)        | Borodjanka, Irpin, Makariw                                       |
| Rajon Fastiw           | Фастівський район Fastiwskyj rajon         | Fastiw (Stadt)         |                                                                  |
| Rajon Obuchiw          | Обухівський район Obuchiwskyj rajon        | Obuchiw (Stadt)        | Bohuslaw, Kaharlyk, Myroniwka, Rschyschtschiw, Wassylkiw         |
| Rajon Wyschhorod       | Вишгородський район Wyschhorodskyj rajon   | Wyschhorod (Stadt)     | Iwankiw, Krassjatytschi, Prypjat, Slawutytsch                    |

Bis 2020 gab es folgende Rajonsaufteilung:

Karte der Rajone und rajonfreien Städte der Oblast (bis 2020)

| Rajone der Oblast Kiew bis 2020 | Rajone der Oblast Kiew bis 2020                           | Rajone der Oblast Kiew bis 2020            | Rajone der Oblast Kiew bis 2020   |
| Deutsche Bezeichnung            | Ukrainische Bezeichnung                                   | Verwaltungszentrum                         | 2020 (überwiegend) aufgegangen in |
| ------------------------------- | --------------------------------------------------------- | ------------------------------------------ | --------------------------------- |
| Rajon Baryschiwka               | Баришівський район Baryschiwskyj rajon                    | Baryschiwka (Siedlung städtischen Typs)    | Rajon Browary                     |
| Rajon Bila Zerkwa               | Білоцерківський район Bilozerkiwskyj rajon                | Bila Zerkwa (Stadt)                        | Rajon Bila Zerkwa                 |
| Rajon Bohuslaw                  | Богуславський район Bohuslawskyj rajon                    | Bohuslaw (Stadt)                           | Rajon Obuchiw                     |
| Rajon Borodjanka                | Бородянський район Borodjanskyj rajon                     | Borodjanka (Siedlung städtischen Typs)     | Rajon Butscha                     |
| Rajon Boryspil                  | Бориспільський район Boryspilskyj rajon                   | Boryspil (Stadt)                           | Rajon Boryspil                    |
| Rajon Browary                   | Броварський район Browarskyj rajon                        | Browary (Stadt)                            | Rajon Browary                     |
| Rajon Fastiw                    | Фастівський район Fastiwskyj rajon                        | Fastiw (Stadt)                             | Rajon Fastiw                      |
| Rajon Iwankiw                   | Іванківський район Iwankiwskyj rajon                      | Iwankiw (Siedlung städtischen Typs)        | Rajon Wyschhorod                  |
| Rajon Jahotyn                   | Яготинський район Jahotynskyj rajon                       | Jahotyn (Stadt)                            | Rajon Boryspil                    |
| Rajon Kaharlyk                  | Кагарлицький район Kaharlyzkyj rajon                      | Kaharlyk (Stadt)                           | Rajon Obuchiw                     |
| Rajon Kiew-Swjatoschyn          | Києво-Святошинський район Kyjewo-Swjatoschynskyj rajon    | Kiew (Stadt)                               | Rajon Butscha                     |
| Rajon Makariw                   | Макарівський район Makariwskyj rajon                      | Makariw (Siedlung städtischen Typs)        | Rajon Butscha                     |
| Rajon Myroniwka                 | Миронівський район Myroniwskyj rajon                      | Myroniwka (Stadt)                          | Rajon Obuchiw                     |
| Rajon Obuchiw                   | Обухівський район Obuchiwskyj rajon                       | Obuchiw (Stadt)                            | Rajon Obuchiw                     |
| Rajon Perejaslaw-Chmelnyzkyj    | Переяслав-Хмельницький район Perejaslaw-Chmelnyzkyj rajon | Perejaslaw (Stadt)                         | Rajon Boryspil                    |
| Rajon Poliske                   | Поліський район Poliskyj rajon                            | Krassjatytschi (Siedlung städtischen Typs) | Rajon Wyschhorod                  |
| Rajon Rokytne                   | Рокитнянський район Rokytnjanskyj rajon                   | Rokytne (Siedlung städtischen Typs)        | Rajon Bila Zerkwa                 |
| Rajon Shuriwka                  | Згурівський район Shuriwskyj rajon                        | Shuriwka (Siedlung städtischen Typs)       | Rajon Browary                     |
| Rajon Skwyra                    | Сквирський район Semeniwskyj rajon                        | Skwyra (Stadt)                             | Rajon Bila Zerkwa                 |
| Rajon Stawyschtsche             | Ставищенський район Stawyschtschenskyj rajon              | Stawyschtsche (Siedlung städtischen Typs)  | Rajon Bila Zerkwa                 |
| Rajon Taraschtscha              | Таращанський район Taraschtschanskyj rajon                | Taraschtscha (Stadt)                       | Rajon Bila Zerkwa                 |
| Rajon Tetijiw                   | Тетіївський район Tetijiwskyj rajon                       | Tetijiw (Stadt)                            | Rajon Bila Zerkwa                 |
| Rajon Wassylkiw                 | Васильківський район Wassylkiwskyj rajon                  | Wassylkiw (Stadt)                          | Rajon Fastiw                      |
| Rajon Wyschhorod                | Вишгородський район Wyschhorodskyj rajon                  | Wyschhorod (Stadt)                         | Rajon Wyschhorod                  |
| Rajon Wolodarka                 | Володарський район Wolodarskyj rajon                      | Wolodarka (Siedlung städtischen Typs)      | Rajon Bila Zerkwa                 |

## Demographie
| Jahr      | 1989      | 1990      | 1995      | 1998      | 2001      | 2005      | 2008      | 2012      | 2014      | 2021      |
| --------- | --------- | --------- | --------- | --------- | --------- | --------- | --------- | --------- | --------- | --------- |
| Einwohner | 1.936.700 | 1.947.600 | 1.911.600 | 1.885.400 | 1.843.400 | 1.778.922 | 1.737.269 | 1.729.558 | 1.725.500 | 1.788.530 |

| Nationalität | Einwohner | 1989 (%) | 2001 (%) | Veränderung (%) |
| ------------ | --------- | -------- | -------- | --------------- |
| Ukrainer     | 1.684.800 | 89,4     | 92,5     | 0−2,6 %         |
| Russen       | 0.109.300 | 08,7     | 06,0     | −34,9 %         |
| Belarussen   | 0.008.600 | 00,6     | 00,5     | −28,2 %         |
| Polen        | 0.002.800 | 00,3     | 00,2     | −44,3 %         |

| Muttersprache | 1989 (%) | 2001 (%) |
| ------------- | -------- | -------- |
| Ukrainisch    | 88,4     | 92,3     |
| Russisch      | 10,9     | 07,2     |